# 볼타주

볼타주

볼타주(Volta Region)는 가나 남동부와 볼타호 동쪽에 위치한 주다. 주도는 호다.